# Eustiromastix
Genre
Synonymes
- Cybele Peckham & Peckham, 1894 nec Lovén, 1845

Eustiromastix est un genre d'araignées aranéomorphes de la famille des Salticidae.

## Distribution
Les espèces de ce genre se rencontrent en Amérique du Sud et aux Antilles.

## Liste des espèces
Selon World Spider Catalog (version 26, 25/05/2025) :
- Eustiromastix bahiensis Galiano, 1979
- Eustiromastix falcatus Galiano, 1981
- Eustiromastix frontalis (Banks, 1929)
- Eustiromastix guianae Caporiacco, 1954
- Eustiromastix intermedius Galiano, 1979
- Eustiromastix keyserlingi (Taczanowski, 1878)
- Eustiromastix macropalpus Galiano, 1979
- Eustiromastix major Simon, 1902
- Eustiromastix moraballi Mello-Leitão, 1940
- Eustiromastix nativo Santos & Romero, 2004
- Eustiromastix obscurus (G. W. Peckham & E. G. Peckham, 1894)
- Eustiromastix spinipes (Taczanowski, 1871)
- Eustiromastix vincenti (G. W. Peckham & E. G. Peckham, 1894)

## Systématique et taxinomie
Cybele Peckham & Peckham, 1894, préoccupé par Cybele Lovén, 1845, a été remplacé par Eustiromastix par Simon en 1902.

## Publications originales
- Simon, 1902 : « Études arachnologiques. 31e Mémoire. LI. Descriptions d'espèces nouvelles de la famille des Salticidae (suite). » Annales de la Société Entomologique de France, vol. 71 p. 389-421 (texte intégral).
- Peckham, Peckham, 1894 : « On the spiders of the family Attidae of the Island of St. Vincent. » Proceedings of the Zoological Society of London, vol. 1893, p. 692-704 (texte intégral).